# Bugs Bunny und Looney Tunes
Bugs Bunny und Looney Tunes ist eine deutschsprachige Kompilations-Zeichentrickserie, in der alte US-amerikanische Looney-Tunes- und Merrie-Melodies-Cartoons der Jahre 1935 bis 1995 gezeigt werden. Die einzelnen Cartoons der Fernsehserie werden gebündelt, durch Titelkarten voneinander getrennt, in variierender Anzahl und Zusammenstellung ausgestrahlt. Die so entstandenen Kompilationsfolgen werden dabei immer mit dem Bühnen-Intro eingeleitet, das schon in der Serie Mein Name ist Hase zu sehen war, wobei lediglich der eingeblendete Titel verändert wurde. Die deutsche Erstausstrahlung erfolgte am 3. September 2005 auf Kabel eins. Zu hören ist die neue Synchronisation mit Sven Plate für Bugs Bunny, Gerald Schaale für Daffy Duck und Santiago Ziesmer für Schweinchen Dick. Bereits vor der Premiere im Fernsehen, wurden die meisten dieser neusynchronisierten Cartoons auf DVD veröffentlicht, von denen von 2003 bis 2005 insgesamt acht Stück erschienen. Im Sommer 2007 kamen in Australien drei weitere DVDs mit in der Serie gezeigten Cartoons in den Handel, die mit der Tonspur der deutschen Neusynchronisation versehen waren. Die Grundlage aller elf DVDs stellt die US-amerikanische DVD-Reihe Looney Tunes Golden Collection dar. Nicht alle auf DVD veröffentlichten Cartoons wurden im deutschen Fernsehen ausgestrahlt, umgekehrt erschienen die im Fernsehen gezeigten Cartoons auch nicht alle auf DVD.

## Synchronisation
| Rolle            | Sprecher                  |
| ---------------- | ------------------------- |
| Bugs Bunny       | Sven Plate                |
| Daffy Duck       | Gerald Schaale            |
| Schweinchen Dick | Santiago Ziesmer          |
| Elmer Fudd       | Hans-Jürgen Wolf          |
| Sylvester        | Bernd Schramm Michael Pan |
| Yosemite Sam     | Tilo Schmitz              |

## Gezeigte Cartoons
| Nr. | Deutscher Titel                                    | Originaltitel                                                        | Kinopremiere USA | Bekannte Charaktere | Regie                               | deutschsprachige DVD-Veröffentlichung                             |
| --- | -------------------------------------------------- | -------------------------------------------------------------------- | ---------------- | --- | ----------------------------------- | ----------------------------------------------------------------- |
| 1   | Hut ab!                                            | I Haven’t Got a Hat                                                  | 2. Mär. 1935     | Schweinchen Dick, Beans, Ham & Ex, Little Kitty, Oliver Owl | Friz Freleng                        | Best of Porky Volume 2                                            |
| 2   | Hollywood Kapriolen                                | Hollywood Capers                                                     | 19. Okt. 1935    | Beans, Little Kitty, Oliver Owl, Kurzauftritt: Schweinchen Dick, verschiedene | Jack King                           | Best of Porky Volume 2 nur auf DVD erschienen                     |
| 3   | Die Nachtclub-Eule                                 | I Love to Singa                                                      | 18. Juli 1936    | Jack Bunny | Tex Avery                           | All Stars Collection – Ihre ersten Cartoons Teil 3                |
| 4   | In der Bar zur Kokosnuss                           | The CooCoo Nut Grove                                                 | 28. Nov. 1936    | W.C. Squeals, verschiedene | Friz Freleng                        | All-Stars Volume 4                                                |
| 5   | Schwein bleibt Schwein                             | Pigs Is Pigs                                                         | 30. Jan. 1937    | Piggy Hamhock | Friz Freleng                        | Best of Porky Volume 2                                            |
| 6   | Verliebt, verlobt, vergiss es                      | Porky’s Romance                                                      | 3. Apr. 1937     | Schweinchen Dick, Petunia Pig | Frank Tashlin                       | nur im Fernsehen erschienen                                       |
| 7   | Sie war eine Akrobatentochter                      | She Was an Acrobat’s Daughter                                        | 10. Apr. 1937    | – | Friz Freleng                        | All-Stars Volume 4 nur auf DVD erschienen                         |
| 8   | Katzenjammer-College                               | Katnip Kollege                                                       | 11. Juni 1938    | – | Cal Howard & Cal Dalton             | All Stars Collection – Ihre ersten Cartoons Teil 3                |
| 9   | Schweinchen Dick’s Geburtstagsparty                | Porky’s Party                                                        | 25. Juni 1938    | Schweinchen Dick | Robert Clampett                     | nur im Fernsehen erschienen                                       |
| 10  | Sing, Sing, Sing                                   | Have You Got Any Castles?                                            | 25. Juni 1938    | verschiedene | Frank Tashlin                       | All Stars Collection – Ihre ersten Cartoons Teil 3                |
| 11  | Der Dudel Didel Da Da Do Do                        | Porky in Wackyland                                                   | 24. Sep. 1938    | Schweinchen Dick, Yoyo Dodo | Robert Clampett                     | Best of Tweety & Sylvester Teil 1                                 |
| 12  | Daffy Duck in Hollywood                            | Daffy Duck in Hollywood                                              | 12. Dez. 1938    | Daffy Duck | Tex Avery                           | nur im Fernsehen erschienen                                       |
| 13  | Daffy Duck und der Dinosaurier                     | Daffy Duck and the Dinosaur                                          | 22. Apr. 1939    | Daffy Duck | Chuck Jones                         | All-Stars Volume 4 nur auf DVD erschienen                         |
| 14  | Das große Rennen                                   | Porky and Teabiscuit                                                 | 22. Apr. 1939    | Schweinchen Dick, Phineas Pig | Ben Hardaway & Cal Dalton           | Best of Porky Volume 2                                            |
| 15  | Glory, Glory Halleluja                             | Old Glory                                                            | 1. Juli 1939     | Schweinchen Dick, Uncle Sam, verschiedene | Chuck Jones                         | Best of Tweety & Sylvester Teil 1 nur auf DVD erschienen          |
| 16  | Der Film Fan                                       | The Film Fan                                                         | 16. Dez 1939     | Schweinchen Dick | Robert Clampett                     | Best of Porky Volume 2                                            |
| 17  | Vorsicht Kamera!                                   | Elmer’s Candid Camera                                                | 2. Mär. 1940     | Elmer Fudd, Proto-Bugs-Bunny | Chuck Jones                         | All Stars – Ihre ersten Cartoons Teil 1                           |
| 18  | Falsches Spiel mit Schweinchen Dick                | You Ought to Be in Pictures                                          | 18. Mai 1940     | Daffy Duck, Schweinchen Dick | Friz Freleng                        | All Stars Collection – Ihre ersten Cartoons Teil 3                |
| 19  | Schildkröte besiegt Hase                           | Tortoise Beats Hare                                                  | 15. Mär. 1941    | Bugs Bunny, Cecil Turtle | Tex Avery                           | Bugs Bunnys Meisterwerke                                          |
| 20  | Hollywood haut auf die Pauke                       | Hollywood Steps Out                                                  | 24. Mai 1941     | – | Tex Avery                           | All Stars Collection – Ihre ersten Cartoons Teil 3                |
| 21  | Wer jagt wen?                                      | The Heckling Hare                                                    | 5. Juli 1941     | Bugs Bunny, Willoughby the Dog | Tex Avery                           | Bugs Bunnys Meisterwerke                                          |
| 22  | Immer Ärger mit dem Hasen                          | Wabbit Twouble                                                       | 20. Dez. 1941    | Bugs Bunny, Elmer Fudd | Robert Clampett                     | Bugs Bunny Collection                                             |
| 23  | Der Hase, der zum Essen kam                        | The Wabbit Who Came to Supper                                        | 28. Mär. 1942    | Bugs Bunny, Elmer Fudd | Friz Freleng                        | Best of Bugs Bunny Volume 3                                       |
| 24  | Hol’s der Geier!                                   | Bugs Bunny Gets the Boid                                             | 11. Juli 1942    | Bugs Bunny, Beaky Buzzard, Mama Buzzard | Robert Clampett                     | All Stars – Ihre ersten Cartoons Teil 1                           |
| 25  | Die Dover Boys oder die Rivalen aus Roquefort Hall | The Dover Boys at Pimento University or The Rivals of Roquefort Hall | 19. Sep. 1942    | – | Chuck Jones                         | Best of Road Runner Teil 1                                        |
| 26  | Der geschniegelte Kater                            | The Hep Cat                                                          | 3. Okt. 1942     | Willoughby the Dog | Robert Clampett                     | All Stars Collection – Ihre ersten Cartoons Teil 3                |
| 27  | Der hasenfüssige Hypnotiseur                       | The Hare-Brained Hypnotist                                           | 31. Okt. 1942    | Bugs Bunny, Elmer Fudd | Friz Freleng                        | Bugs Bunnys Meisterwerke                                          |
| 28  | Alles fauler Zauber                                | Case of the Missing Hare                                             | 12. Dez. 1942    | Bugs Bunny | Chuck Jones                         | Best of Bugs Bunny Volume 3                                       |
| 29  | Schweinepolka                                      | Pigs in a Polka                                                      | 2. Feb. 1943     | Böser Wolf, Die drei kleinen Schweinchen | Friz Freleng                        | Best of Porky Volume 2                                            |
| 30  | Das große Rennen                                   | Tortoise Wins by a Hare                                              | 20. Feb. 1943    | Bugs Bunny, Cecil Turtle | Robert Clampett                     | All Stars – Ihre ersten Cartoons Teil 1 nur auf DVD erschienen    |
| 31  | Super-Schlappohr                                   | Super-Rabbit                                                         | 3. Apr. 1943     | Bugs Bunny, Cottontail Smith | Chuck Jones                         | Best of Bugs Bunny Volume 3                                       |
| 32  | Yankee Doodle Daffy                                | Yankee Doodle Daffy                                                  | 5. Juni 1943     | Daffy Duck, Schweinchen Dick, Kurzauftritt auf einem Bild: Bugs Bunny | Friz Freleng                        | Daffy Duck und Schweinchen Dick Collection                        |
| 33  | Hula Hula Hase                                     | Wackiki Wabbit                                                       | 3. Jul. 1943     | Bugs Bunny | Chuck Jones                         | Best of Bugs Bunny Volume 3                                       |
| 34  | Schweinchen im Hotel                               | Porky Pig’s Feat                                                     | 17. Juli 1943    | Daffy Duck, Schweinchen Dick, Kurzauftritt: Bugs Bunny | Frank Tashlin                       | Best of Porky Volume 2                                            |
| 35  | Wunderliche Walzerträume                           | A Corny Concerto                                                     | 18. Sep. 1943    | Bugs Bunny, Daffy Duck, Elmer Fudd, Schweinchen Dick | Robert Clampett                     | All Stars Collection – Ihre ersten Cartoons Teil 3                |
| 36  | Kommt ein Häschen geflogen                         | Falling Hare                                                         | 30. Okt. 1943    | Bugs Bunny | Robert Clampett                     | All-Stars Volume 4 nur auf DVD erschienen                         |
| 37  | Verfloht und zugezeckt                             | An Itch in Time                                                      | 4. Dez. 1943     | Elmer Fudd, Willoughby the Dog, A. Flea, Kurzauftritte in einem Comic: Bugs Bunny, Schweinchen Dick | Robert Clampett                     | nur im Fernsehen erschienen                                       |
| 38  | Rothäschen und der böse Wolf                       | Little Red Riding Rabbit                                             | 18. Dez. 1943    | Bugs Bunny, Böser Wolf, Rotkäppchen | Friz Freleng                        | Bugs Bunnys Meisterwerke                                          |
| 39  | Der Bär ist los                                    | Bugs Bunny and the Three Bears                                       | 26. Feb. 1944    | Bugs Bunny, Die drei Bären | Chuck Jones                         | All Stars – Ihre ersten Cartoons Teil 1 nur auf DVD erschienen    |
| 40  | Alle meine Entchen                                 | Duck Soup to Nuts                                                    | 27. Mai 1944     | Daffy Duck, Schweinchen Dick | Friz Freleng                        | Best of Tweety & Sylvester Teil 1                                 |
| 41  | Hasablanca                                         | Hare Force                                                           | 22. Juli 1944    | Bugs Bunny, Alfredo (Willoughby the Dog) | Friz Freleng                        | Best of Bugs Bunny Volume 3                                       |
| 42  | Bretter, die die Welt bedeuten                     | Stage Door Cartoon                                                   | 30. Dez. 1944    | Bugs Bunny, Elmer Fudd | Friz Freleng                        | All Stars Collection – Ihre ersten Cartoons Teil 3                |
| 43  | Der Duft von L’amour                               | Odor-Able Kitty                                                      | 6. Jan 1945      | Pepé le Pew, Claude Cat, Kurzauftritte: Bugs Bunny, Maus ähnlich Bertie | Chuck Jones                         | All-Stars Volume 4                                                |
| 44  | Drückeberger Daffy                                 | Draftee Daffy                                                        | 27. Jan. 1945    | Daffy Duck | Robert Clampett                     | All-Stars Volume 4 nur auf DVD erschienen                         |
| 45  | Wenn sich zwei streiten …                          | A Gruesome Twosome                                                   | 9. Jun. 1945     | Tweety | Robert Clampett                     | nur im Fernsehen erschienen                                       |
| 46  | Im Kaufhaus ist der Hase los                       | Hare Conditioned                                                     | 11. Aug. 1945    | Bugs Bunny | Chuck Jones                         | Bugs Bunnys Meisterwerke                                          |
| 47  | Hasinitis                                          | Hare Tonic                                                           | 10. Nov. 1945    | Bugs Bunny, Elmer Fudd | Chuck Jones                         | Best of Bugs Bunny Volume 3                                       |
| 48  | Buchbesprechung                                    | Book Revue                                                           | 5. Jan. 1946     | Daffy Duck, Böser Wolf, Rotkäppchen, verschiedene | Robert Clampett                     | All Stars Collection – Ihre ersten Cartoons Teil 3                |
| 49  | Baseball Bugs                                      | Baseball Bugs                                                        | 2. Feb. 1946     | Bugs Bunny | Friz Freleng                        | Bugs Bunny Collection                                             |
| 50  | Da brat mir einer einen Storch                     | Baby Bottleneck                                                      | 16. Mär. 1946    | Daffy Duck, Schweinchen Dick, Betrunkener Storch, Kurzauftritt: Tweety | Robert Clampett                     | Best of Tweety & Sylvester Teil 1                                 |
| 51  | Dr. Elmer und Mr. Bugs                             | Hare Remover                                                         | 23. Mär. 1946    | Bugs Bunny, Elmer Fudd | Frank Tashlin                       | Best of Bugs Bunny Volume 3                                       |
| 52  | Angsthase Pfeffernase                              | Hair-Raising Hare                                                    | 25. Mai 1946     | Bugs Bunny, Gossamer, Dr. Lorre | Chuck Jones                         | All Stars – Ihre ersten Cartoons Teil 1                           |
| 53  | Alles für die Katz                                 | Kitty Kornered                                                       | 8. Juni 1946     | Schweinchen Dick, Sylvester | Robert Clampett                     | Best of Tweety & Sylvester Teil 1                                 |
| 54  | Bugs in der Manege                                 | Acrobatty Bunny                                                      | 29. Juni 1946    | Bugs Bunny | Robert McKimson                     | Best of Bugs Bunny Volume 3                                       |
| 55  | Der große Sparschweinraub                          | The Great Piggy Bank Robbery                                         | 20. Juli 1946    | Daffy Duck, Kurzauftritt: Schweinchen Dick | Robert Clampett                     | Best of Tweety & Sylvester Teil 1                                 |
| 56  | Hühnerauge, sei wachsam                            | Walky Talky Hawky                                                    | 31. Aug. 1946    | Foghorn Leghorn, Barnyard Dawg, Henery Hawk, George K. Chickenhawk | Robert McKimson                     | All-Stars Volume 4                                                |
| 57  | Das große Schlummern                               | The Big Snooze                                                       | 5. Okt. 1946     | Bugs Bunny, Elmer Fudd | Robert Clampett                     | Bugs Bunnys Meisterwerke                                          |
| 58  | Da Capo, Bunny                                     | Rhapsody Rabbit                                                      | 9. Nov. 1946     | Bugs Bunny | Friz Freleng                        | All Stars Collection – Ihre ersten Cartoons Teil 3                |
| 59  | Ein Hase aus Manhattan                             | A Hare Grows in Manhattan                                            | 22. Mär. 1947    | Bugs Bunny, Hector the Bulldog | Friz Freleng                        | Best of Bugs Bunny Volume 3                                       |
| 60  | Sylvester zieht den Kürzeren                       | Tweetie Pie                                                          | 3. Mai 1947      | Sylvester & Tweety | Friz Freleng                        | Best of Tweety & Sylvester Teil 1                                 |
| 61  | Der hurtige Hase                                   | Rabbit Transit                                                       | 10. Mai 1947     | Bugs Bunny, Cecil Turtle | Friz Freleng                        | Bugs Bunnys Meisterwerke                                          |
| 62  | Osterhasen-Vertretung                              | Easter Yeggs                                                         | 28. Juni 1947    | Bugs Bunny, Elmer Fudd, Osterhase | Robert McKimson                     | Best of Bugs Bunny Volume 3                                       |
| 63  | Hasenbraten in Hollywood                           | Slick Hare                                                           | 1. Nov. 1947     | Bugs Bunny, Elmer Fudd | Friz Freleng                        | Bugs Bunnys Meisterwerke                                          |
| 64  | Absonderliche Affenliebe                           | Gorilla My Dreams                                                    | 3. Jan. 1948     | Bugs Bunny, Gruesome Gorilla | Robert McKimson                     | Bugs Bunnys Meisterwerke                                          |
| 65  | Ein Zimmer mit Daffy                               | Daffy Duck Slept Here                                                | 6. Mär. 1948     | Daffy Duck, Schweinchen Dick | Robert McKimson                     | Best of Porky Volume 2                                            |
| 66  | Konzertanter Katzenjammer                          | Back Alley Oproar                                                    | 27. Mär. 1948    | Sylvester, Elmer Fudd | Friz Freleng                        | All Stars Collection – Ihre ersten Cartoons Teil 3                |
| 67  | Bugs, der Boxer                                    | Rabbit Punch                                                         | 10. Apr. 1948    | Bugs Bunny, The Crusher | Chuck Jones                         | All-Stars Volume 4                                                |
| 68  | Fünf vor Zwölf Uhr Mittags                         | Bugs Bunny Rides Again                                               | 12. Juni 1948    | Bugs Bunny, Yosemite Sam | Friz Freleng                        | Bugs Bunnys Meisterwerke                                          |
| 69  | Hasen im Weltall                                   | Haredevil Hare                                                       | 24. Juli 1948    | Bugs Bunny, Marvin der Marsmensch, K-9 | Chuck Jones                         | All Stars – Ihre ersten Cartoons Teil 1                           |
| 70  | Da lachen ja die Hühner                            | The Foghorn Leghorn                                                  | 9. Okt. 1948     | Foghorn Leghorn, Barnyard Dawg, Henery Hawk, George K. Chickenhawk | Robert McKimson                     | All Stars – Ihre ersten Cartoons Teil 2                           |
| 71  | Alles für die Katz                                 | Kit for Cat                                                          | 6. Nov. 1948     | Sylvester, Elmer Fudd | Friz Freleng                        | All Stars – Ihre ersten Cartoons Teil 2 nur auf DVD erschienen    |
| 72  | Schlag auf Schlag                                  | My Bunny Lies over the Sea                                           | 4. Dez. 1948     | Bugs Bunny | Chuck Jones                         | Bugs Bunny Collection                                             |
| 73  | Schwein gehabt                                     | Scaredy Cat                                                          | 18. Dez. 1948    | Schweinchen Dick, Sylvester, Mäuse ähnlich Hubie | Chuck Jones                         | Daffy Duck und Schweinchen Dick Collection                        |
| 74  | Chaos im Kino                                      | Hare Do                                                              | 15. Jan. 1949    | Bugs Bunny, Elmer Fudd | Friz Freleng                        | Best of Bugs Bunny Volume 3                                       |
| 75  | Ein krummer Hund                                   | Awful Orphan                                                         | 29. Jan. 1949    | Schweinchen Dick, Charlie Dog | Chuck Jones                         | All Stars – Ihre ersten Cartoons Teil 1                           |
| 76  | Eile mit Beile                                     | Porky Chops                                                          | 12. Feb. 1949    | Schweinchen Dick | Arthur Davis                        | Daffy Duck und Schweinchen Dick Collection                        |
| 77  | Enten-Jäger-Latein                                 | Daffy Duck Hunt                                                      | 26. Mär. 1949    | Daffy Duck, Schweinchen Dick, Barnyard Dawg | Robert McKimson                     | All Stars – Ihre ersten Cartoons Teil 2                           |
| 78  | Hasen-Rebell                                       | Rebel Rabbit                                                         | 9. Apr. 1949     | Bugs Bunny | Robert McKimson                     | nur im Fernsehen erschienen                                       |
| 79  | Der preisgekrönte Mausefänger                      | Mouse Wreckers                                                       | 23. Apr. 1949    | Claude Cat, Hubie & Bertie | Chuck Jones                         | Best of Road Runner Teil 1                                        |
| 80  | Im Falle eines Falles                              | High Diving Hare                                                     | 30. Apr. 1949    | Bugs Bunny, Yosemite Sam | Friz Freleng                        | Bugs Bunny Collection nur auf DVD erschienen                      |
| 81  | Brooklyn Bridge Bunny                              | Bowery Bugs                                                          | 4. Juni 1949     | Bugs Bunny | Arthur Davis                        | Best of Bugs Bunny Volume 3                                       |
| 82  | Mein lieber Herr Gesangsverein                     | Long-Haired Hare                                                     | 25. Juni 1949    | Bugs Bunny | Chuck Jones                         | Bugs Bunny Collection                                             |
| 83  | Böse, olle Miezekatze                              | Bad Ol’ Putty Tat                                                    | 23. Juli 1949    | Sylvester & Tweety | Friz Freleng                        | Best of Tweety & Sylvester Teil 1                                 |
| 84  | Rothäschen und der Wolf                            | The Windblown Hare                                                   | 27. Aug. 1949    | Bugs Bunny, Böser Wolf, Die drei kleinen Schweinchen | Robert McKimson                     | Best of Porky Volume 2                                            |
| 85  | Das letzte Do-Do                                   | Dough for the Do-Do                                                  | 2. Sep. 1949     | Schweinchen Dick, Yoyo Dodo | Friz Freleng & Robert Clampett      | Daffy Duck und Schweinchen Dick Collection nur auf DVD erschienen |
| 86  | Schnell und stürmisch                              | Fast and Furry-ous                                                   | 16. Sep. 1949    | Road Runner & Wile E. Coyote | Chuck Jones                         | All Stars – Ihre ersten Cartoons Teil 1                           |
| 87  | Eiskalter Hase                                     | Frigid Hare                                                          | 7. Okt. 1949     | Bugs Bunny, Playboy Penguin | Chuck Jones                         | All Stars – Ihre ersten Cartoons Teil 1                           |
| 88  | Leb’ wohl, Blaubart                                | Bye, Bye Bluebeard                                                   | 21. Okt. 1949    | Schweinchen Dick | Arthur Davis                        | Best of Porky Volume 2                                            |
| 89  | Dicke Luft                                         | For Scent-Imental Reasons                                            | 12. Nov. 1949    | Pepé le Pew, Penelope Pussycat | Chuck Jones                         | All Stars – Ihre ersten Cartoons Teil 1                           |
| 90  | Wie du mir, so ich dir                             | Boobs in the Woods                                                   | 28. Jan. 1950    | Daffy Duck, Schweinchen Dick | Robert McKimson                     | Daffy Duck und Schweinchen Dick Collection                        |
| 91  | Das scharlachrote Pumpernickel                     | The Scarlet Pumpernickel                                             | 4. Mär. 1950     | Daffy Duck, Schweinchen Dick, Sylvester, Melissa Duck, Kurzauftritte: Elmer Fudd, Henery Hawk, Mama Bär | Chuck Jones                         | Daffy Duck und Schweinchen Dick Collection nur auf DVD erschienen |
| 92  | Hase ohne Heim                                     | Homeless Hare                                                        | 11. Mär. 1950    | Bugs Bunny | Chuck Jones                         | Best of Bugs Bunny Volume 3                                       |
| 93  | Der eingebildete Katzient                          | The Hypo-Chondri-Cat                                                 | 15. Apr. 1950    | Claude Cat, Hubie & Bertie | Chuck Jones                         | All Stars – Ihre ersten Cartoons Teil 1 nur auf DVD erschienen    |
| 94  | Bugs im Bau                                        | Big House Bunny                                                      | 22. Apr. 1950    | Bugs Bunny, Yosemite Sam | Friz Freleng                        | Bugs Bunny Collection                                             |
| 95  | Ach du dickes Ei                                   | An Egg Scramble                                                      | 27. Mai 1950     | Schweinchen Dick, Miss Prissy | Robert McKimson                     | Best of Porky Volume 2                                            |
| 96  | Is’ was, Doc?                                      | What’s Up Doc?                                                       | 17. Juni 1950    | Bugs Bunny, Elmer Fudd | Robert McKimson                     | Bugs Bunny Collection                                             |
| 97  | Alles einsteigen, bitte                            | All a Bir-r-r-d                                                      | 24. Juni 1950    | Sylvester & Tweety, Hector the Bulldog | Friz Freleng                        | Best of Tweety & Sylvester Teil 1                                 |
| 98  | Ach, du dickes Ei!                                 | Golden Yeggs                                                         | 5. Aug. 1950     | Daffy Duck, Schweinchen Dick, Rocky | Friz Freleng                        | Daffy Duck und Schweinchen Dick Collection nur auf DVD erschienen |
| 99  | Hillbilly Bunny                                    | Hillbilly Hare                                                       | 12. Aug. 1950    | Bugs Bunny | Robert McKimson                     | Best of Bugs Bunny Volume 3                                       |
| 100 | Das Entenquiz                                      | The Ducksters                                                        | 2. Sep. 1950     | Daffy Duck, Schweinchen Dick | Chuck Jones                         | Daffy Duck und Schweinchen Dick Collection                        |
| 101 | Bomben, Hasen und Granaten                         | Bunker Hill Bunny                                                    | 23. Sep. 1950    | Bugs Bunny, Yosemite Sam | Friz Freleng                        | All Stars – Ihre ersten Cartoons Teil 2 nur auf DVD erschienen    |
| 102 | Verkleidungskünstler                               | Canary Row                                                           | 7. Okt. 1950     | Sylvester & Tweety, Granny | Friz Freleng                        | All Stars – Ihre ersten Cartoons Teil 2                           |
| 103 | Der Hase von Sevilla                               | Rabbit of Seville                                                    | 16. Dez. 1950    | Bugs Bunny, Elmer Fudd | Chuck Jones                         | Bugs Bunny Collection                                             |
| 104 | Der Dosenkrieg                                     | Canned Feud                                                          | 3. Feb. 1951     | Sylvester | Friz Freleng                        | All Stars – Ihre ersten Cartoons Teil 2                           |
| 105 | Immer Ärger mit der Miezekatze                     | Putty Tat Trouble                                                    | 24. Feb. 1951    | Sylvester & Tweety, Sam Cat | Friz Freleng                        | All Stars – Ihre ersten Cartoons Teil 2                           |
| 106 | Hau drauf, Hase!                                   | Bunny Hugged                                                         | 10. Mär. 1951    | Bugs Bunny, The Crusher | Chuck Jones                         | Bugs Bunnys Meisterwerke                                          |
| 107 | Das Glücksspielvirus                               | Early to Bet                                                         | 12. Mai 1951     | The Supreme Cat | Robert McKimson                     | All Stars – Ihre ersten Cartoons Teil 2 nur auf DVD erschienen    |
| 108 | Die Jagdsaison ist eröffnet                        | Rabbit Fire                                                          | 19. Mai 1951     | Bugs Bunny, Daffy Duck, Elmer Fudd | Chuck Jones                         | Daffy Duck und Schweinchen Dick Collection                        |
| 109 | Tiere im Hotel                                     | Room and Bird                                                        | 2. Juni 1951     | Sylvester & Tweety, Granny, Hector the Bulldog | Friz Freleng                        | Best of Tweety & Sylvester Teil 1                                 |
| 110 | Bunny à la carte                                   | French Rarebit                                                       | 30. Juni 1951    | Bugs Bunny | Robert McKimson                     | Bugs Bunnys Meisterwerke                                          |
| 111 | Porky und die grünen Schuhe                        | The Wearing of the Grin                                              | 14. Jul. 1951    | Schweinchen Dick | Chuck Jones                         | Daffy Duck und Schweinchen Dick Collection                        |
| 112 | Schluss mit dem Käse                               | Cheese Chasers                                                       | 25. Aug. 1951    | Claude Cat, Hubie & Bertie | Chuck Jones                         | Best of Road Runner Teil 1                                        |
| 113 | Tweety Ahoi                                        | Tweety’s S.O.S.                                                      | 22. Sep. 1951    | Sylvester & Tweety, Granny | Friz Freleng                        | All Stars – Ihre ersten Cartoons Teil 2                           |
| 114 | Wer die Wahl hat, hat die Qual                     | Ballot Box Bunny                                                     | 6. Okt. 1951     | Bugs Bunny, Yosemite Sam | Friz Freleng                        | Bugs Bunny Collection nur auf DVD erschienen                      |
| 115 | Papa Bär hat’s mächtig schwer                      | A Bear for Punishment                                                | 20. Okt. 1951    | Die drei Bären | Chuck Jones                         | Best of Road Runner Teil 1                                        |
| 116 | Quakende Colts                                     | Drip-Along Daffy                                                     | 17. Nov. 1951    | Daffy Duck, Schweinchen Dick, Nasty Canasta | Chuck Jones                         | Daffy Duck und Schweinchen Dick Collection                        |
| 117 | Salto Brutale                                      | Big Top Bunny                                                        | 12. Dez. 1951    | Bugs Bunny | Robert McKimson                     | Bugs Bunny Collection                                             |
| 118 | Vöglein, Vöglein auf dem Baum                      | Tweet Tweet Tweety                                                   | 15. Dez. 1951    | Sylvester & Tweety | Friz Freleng                        | Best of Tweety & Sylvester Teil 1                                 |
| 119 | Fresschen für’s Kätzchen                           | Feed the Kitty                                                       | 2. Feb. 1952     | Marc Antony & Pussyfoot | Chuck Jones                         | All Stars – Ihre ersten Cartoons Teil 1                           |
| 120 | Als Geschenk verpackt                              | Gift Wrapped                                                         | 16. Feb. 1952    | Sylvester & Tweety, Granny, Hector the Bulldog | Friz Freleng                        | Best of Tweety & Sylvester Teil 1                                 |
| 121 | Vom Regen in die Traufe                            | Water, Water Every Hare                                              | 19. Apr. 1952    | Bugs Bunny, Gossamer | Chuck Jones                         | Bugs Bunny Collection                                             |
| 122 | Road Runners Beep-Show                             | Beep, Beep                                                           | 24. Mai 1952     | Road Runner & Wile E. Coyote | Chuck Jones                         | Best of Road Runner Teil 1                                        |
| 123 | Schlafende Hunde soll man nicht wecken             | Ain’t She Tweet                                                      | 21. Juni 1952    | Sylvester & Tweety, Granny | Friz Freleng                        | Best of Tweety & Sylvester Teil 1                                 |
| 124 | Kein Mittagessen für Kojote                        | Going! Going! Gosh!                                                  | 23. Aug. 1952    | Road Runner & Wile E. Coyote | Chuck Jones                         | Best of Road Runner Teil 1                                        |
| 125 | Piep, Piep, Piep, guten Appetit                    | A Bird in a Guilty Cage                                              | 30. Aug. 1952    | Sylvester & Tweety | Friz Freleng                        | Best of Tweety & Sylvester Teil 1                                 |
| 126 | Waidmanns Heil                                     | Rabbit Seasoning                                                     | 20. Sep. 1952    | Bugs Bunny, Daffy Duck, Elmer Fudd | Chuck Jones                         | Bugs Bunny Collection                                             |
| 127 | Liebe Verwandte                                    | Rabbit’s Kin                                                         | 15. Nov. 1952    | Bugs Bunny, Pete Puma | Robert McKimson                     | Bugs Bunny Collection                                             |
| 128 | Schäfchenzählen                                    | Don’t Give Up the Sheep                                              | 3. Jan. 1953     | Ralph Wolf & Sam Sheepdog | Chuck Jones                         | All Stars – Ihre ersten Cartoons Teil 1                           |
| 129 | Schneegestöber                                     | Snow Business                                                        | 17. Jan. 1953    | Sylvester & Tweety, Granny | Friz Freleng                        | Best of Tweety & Sylvester Teil 1                                 |
| 130 | Entnervte Ente                                     | Duck Amuck                                                           | 28. Feb. 1953    | Daffy Duck, Kurzauftritt: Bugs Bunny | Chuck Jones                         | Daffy Duck und Schweinchen Dick Collection                        |
| 131 | Astro-Daffy                                        | Duck Dodgers in the 24½th Century                                    | 25. Juli 1953    | Daffy Duck, Schweinchen Dick, Marvin der Marsmensch | Chuck Jones                         | Daffy Duck und Schweinchen Dick Collection                        |
| 132 | Olé, Torero!                                       | Bully for Bugs                                                       | 8. Aug. 1953     | Bugs Bunny | Chuck Jones                         | Bugs Bunny Collection                                             |
| 133 | Vogelfang nach Kojotenart                          | Zipping Along                                                        | 19. Sep. 1953    | Road Runner & Wile E. Coyote | Chuck Jones                         | Best of Road Runner Teil 1                                        |
| 134 | Duck dich, Duck!                                   | Duck! Rabbit, Duck!                                                  | 3. Okt. 1953     | Bugs Bunny, Daffy Duck, Elmer Fudd | Chuck Jones                         | nur im Fernsehen erschienen                                       |
| 135 | Auf den Hund gekommen                              | Dog Pounded                                                          | 2. Jan. 1954     | Sylvester & Tweety, Hector the Bulldog, Kurzauftritt: Pepé le Pew | Friz Freleng                        | nur im Fernsehen erschienen                                       |
| 136 | Bellen verboten!                                   | No Barking                                                           | 27. Feb. 1954    | Claude Cat, Frisky Puppy, Kurzauftritte: Tweety, Marc Antony | Chuck Jones                         | All-Stars Volume 4                                                |
| 137 | Bugsy und Mugsy                                    | Bugs and Thugs                                                       | 13. Mär. 1954    | Bugs Bunny, Rocky & Mugsy | Friz Freleng                        | All Stars – Ihre ersten Cartoons Teil 2                           |
| 138 | Mäuse im Hotel                                     | Claws for Alarm                                                      | 22. Mai 1954     | Schweinchen Dick, Sylvester | Chuck Jones                         | Best of Porky Volume 2 nur auf DVD erschienen                     |
| 139 | Taz und Bugs                                       | Devil May Hare                                                       | 19. Juni 1954    | Bugs Bunny, Taz | Robert McKimson                     | All Stars – Ihre ersten Cartoons Teil 2                           |
| 140 | Heisse Sohle auf dem Highway                       | Stop! Look! And Hasten!                                              | 14. Aug. 1954    | Road Runner & Wile E. Coyote | Chuck Jones                         | Best of Road Runner Teil 1                                        |
| 141 | Baby Buggy Bunny                                   | Baby Buggy Bunny                                                     | 18. Dez. 1954    | Bugs Bunny | Chuck Jones                         | Bugs Bunnys Meisterwerke                                          |
| 142 | Omis neuer Bikini                                  | Sandy Claws                                                          | 2. Apr. 1955     | Sylvester & Tweety, Granny | Friz Freleng                        | nur im Fernsehen erschienen                                       |
| 143 | Schwere Geschütze                                  | Ready.. Set.. Zoom!                                                  | 30. Apr. 1955    | Road Runner & Wile E. Coyote | Chuck Jones                         | Best of Road Runner Teil 1                                        |
| 144 | Zwischen Baum und Borke                            | Lumber Jerks                                                         | 25. Juni 1955    | Goofy Gophers | Friz Freleng                        | All Stars – Ihre ersten Cartoons Teil 2 nur auf DVD erschienen    |
| 145 | Möhren, Monster, Mutationen                        | Hyde and Hare                                                        | 27. Aug. 1955    | Bugs Bunny, Dr. Jekyll und Mr. Hyde | Friz Freleng                        | Bugs Bunnys Meisterwerke                                          |
| 146 | Die schnellste Maus von Mexiko                     | Speedy Gonzales                                                      | 17. Sep. 1955    | Sylvester, Speedy Gonzales | Friz Freleng                        | All Stars – Ihre ersten Cartoons Teil 2                           |
| 147 | Pfeilschnell und explosiv                          | Guided Muscle                                                        | 10. Dez. 1955    | Road Runner & Wile E. Coyote | Chuck Jones                         | Best of Road Runner Teil 1                                        |
| 148 | Der singende Frosch                                | One Froggy Evening                                                   | 31. Dez. 1955    | Michigan J. Frog | Chuck Jones                         | All Stars Collection – Ihre ersten Cartoons Teil 3                |
| 149 | Maskerade mit Folgen                               | Broom-Stick Bunny                                                    | 25. Feb. 1956    | Bugs Bunny, Witch Hazel | Chuck Jones                         | Bugs Bunnys Meisterwerke                                          |
| 150 | Raumpatrouille                                     | Rocket Squad                                                         | 10. Mär. 1956    | Daffy Duck, Schweinchen Dick | Chuck Jones                         | Best of Porky Volume 2                                            |
| 151 | Mensch Meier!                                      | Gee Whiz-z-z-z-z-z-z                                                 | 5. Mai 1956      | Road Runner & Wile E. Coyote | Chuck Jones                         | Best of Road Runner Teil 1                                        |
| 152 | Napoleon Bunny-Part                                | Napoleon Bunny-Part                                                  | 16. Juni 1956    | Bugs Bunny, Napoleon, Kurzauftritt: Mugsy | Friz Freleng                        | nur im Fernsehen erschienen                                       |
| 153 | Dorlock Holmes und Mister Watkins                  | Deduce, You Say                                                      | 29. Sep. 1956    | Daffy Duck, Schweinchen Dick | Chuck Jones                         | Daffy Duck und Schweinchen Dick Collection                        |
| 154 | Ein alter Fernsehhase                              | Wideo Wabbit                                                         | 27. Okt. 1956    | Bugs Bunny, Elmer Fudd | Robert McKimson                     | nur im Fernsehen erschienen                                       |
| 155 | Steinschlag und Dynamit                            | There They Go-Go-Go!                                                 | 10. Nov. 1956    | Road Runner & Wile E. Coyote | Chuck Jones                         | Best of Road Runner Teil 1                                        |
| 156 | Bei Maus zu Haus                                   | The Honey-Mousers                                                    | 8. Dez. 1956     | Ralph Crumden, Ned Morton, Alice Crumden, Sam Cat | Robert McKimson                     | All-Stars Volume 4 nur auf DVD erschienen                         |
| 157 | Aufforderung zum Tanz                              | Three Little Bops                                                    | 5. Jan. 1957     | Böser Wolf, Die drei kleinen Schweinchen | Friz Freleng                        | All Stars Collection – Ihre ersten Cartoons Teil 3                |
| 158 | Rollschuhsegler und Dampfwalzen                    | Scrambled Aches                                                      | 26. Jan. 1957    | Road Runner & Wile E. Coyote | Chuck Jones                         | Best of Road Runner Teil 1                                        |
| 159 | Wolf im Schafspelz                                 | Steal Wool                                                           | 8. Juni 1957     | Ralph Wolf & Sam Sheepdog | Chuck Jones                         | All-Stars Volume 4                                                |
| 160 | Der Ring der Niegelungen                           | What’s Opera, Doc?                                                   | 6. Juli 1957     | Bugs Bunny, Elmer Fudd | Chuck Jones                         | All Stars Collection – Ihre ersten Cartoons Teil 3                |
| 161 | Die Anonymen Vogelfresser                          | Birds Anonymous                                                      | 10. Aug. 1957    | Sylvester & Tweety | Friz Freleng                        | All-Stars Volume 4                                                |
| 162 | Völlig durchgedreht                                | Zoom and Bored                                                       | 14. Sep. 1957    | Road Runner & Wile E. Coyote | Chuck Jones                         | Best of Road Runner Teil 1                                        |
| 163 | Einmal ein Star sein                               | Show Biz Bugs                                                        | 2. Nov. 1957     | Bugs Bunny, Daffy Duck | Friz Freleng                        | All Stars Collection – Ihre ersten Cartoons Teil 3                |
| 164 | Robin Hood Daffy                                   | Robin Hood Daffy                                                     | 8. Mär. 1958     | Daffy Duck, Schweinchen Dick | Chuck Jones                         | Best of Porky Volume 2                                            |
| 165 | Plattgemacht und durchgeschleudert                 | Whoa, Be-Gone!                                                       | 12. Apr. 1958    | Road Runner & Wile E. Coyote | Chuck Jones                         | Best of Road Runner Teil 1                                        |
| 166 | Musik, Maestro!                                    | Baton Bunny                                                          | 10. Jan. 1959    | Bugs Bunny | Chuck Jones & Abe Levitow           | All Stars – Ihre ersten Cartoons Teil 1                           |
| 167 | Es war einmal zur Weihnachtszeit                   | Bonanza Bunny                                                        | 5. Sep. 1959     | Bugs Bunny, Blacque Jacque Shellacque | Robert McKimson                     | nur im Fernsehen erschienen                                       |
| 168 | Der Hahn ist hin                                   | A Broken Leghorn                                                     | 26. Sep. 1959    | Foghorn Leghorn, Miss Prissy | Robert McKimson                     | All Stars – Ihre ersten Cartoons Teil 2                           |
| 169 | Daffy Duck dich!                                   | People Are Bunny                                                     | 19. Dez. 1959    | Bugs Bunny, Daffy Duck | Robert McKimson                     | nur im Fernsehen erschienen                                       |
| 170 | Sam ärgere dich nicht                              | From Hare to Heir                                                    | 3. Sep. 1960     | Bugs Bunny, Yosemite Sam | Friz Freleng                        | nur im Fernsehen erschienen                                       |
| 171 | Der Hasensprenger                                  | Lighter Than Hare                                                    | 17. Dez. 1960    | Bugs Bunny, Yosemite Sam | Friz Freleng                        | nur im Fernsehen erschienen                                       |
| 172 | Der Schneehase                                     | The Abominable Snow Rabbit                                           | 20. Mai 1961     | Bugs Bunny, Daffy Duck, Hugo the Abominable Snowman | Chuck Jones Co-Regie: Maurice Noble | nur im Fernsehen erschienen                                       |
| 173 | Allzeit Beep-Beep                                  | Beep Prepared                                                        | 11. Nov. 1961    | Road Runner & Wile E. Coyote | Chuck Jones Co-Regie: Maurice Noble | nur im Fernsehen erschienen                                       |
| 174 | Der Mörder ist immer der Kater                     | The Last Hungry Cat                                                  | 2. Dez. 1961     | Sylvester & Tweety, Granny | Friz Freleng Co-Regie: Hawley Pratt | All-Stars Volume 4 nur auf DVD erschienen                         |
| 175 | Millionenspiel                                     | The Million Hare                                                     | 6. Apr. 1963     | Bugs Bunny, Daffy Duck | Robert McKimson                     | nur im Fernsehen erschienen                                       |
| 176 | Der Katzentanz                                     | Mexican Cat Dance                                                    | 20. Apr. 1963    | Sylvester, Speedy Gonzales | Friz Freleng                        | nur im Fernsehen erschienen                                       |
| 177 | Die Unaussprechlichen                              | The Unmentionables                                                   | 7. Sep. 1963     | Bugs Bunny, Rocky & Mugsy | Friz Freleng                        | nur im Fernsehen erschienen                                       |
| 178 | Marshäschen                                        | Mad as a Mars Hare                                                   | 19. Okt. 1963    | Bugs Bunny, Marvin der Marsmensch | Chuck Jones Co-Regie: Maurice Noble | nur im Fernsehen erschienen                                       |
| 179 | Einfälle und Reinfälle                             | To Beep or Not to Beep                                               | 28. Dez. 1963    | Road Runner & Wile E. Coyote | Chuck Jones Co-Regie: Maurice Noble | All-Stars Volume 4                                                |
| 180 | Kalte Ente                                         | The Iceman Ducketh                                                   | 16. Mai 1964     | Bugs Bunny, Daffy Duck | Phil Monroe Co-Regie: Maurice Noble | nur im Fernsehen erschienen                                       |
| 181 | Falscher Hase                                      | False Hare                                                           | 18. Jul. 1964    | Bugs Bunny, Böser Wolf, Kurzauftritt: Foghorn Leghorn | Robert McKimson                     | nur im Fernsehen erschienen                                       |
| 182 | Das grosse Rennen                                  | The Wild Chase                                                       | 27. Feb. 1965    | Speedy Gonzales, Sylvester, Road Runner & Wile E. Coyote | Friz Freleng Co-Regie: Hawley Pratt | nur im Fernsehen erschienen                                       |
| 183 | Eiliges Kanonenrohr                                | Assault and Peppered                                                 | 24. Apr. 1965    | Daffy Duck, Speedy Gonzales | Robert McKimson                     | nur im Fernsehen erschienen                                       |
| 184 | Wer rastet, der rostet                             | Highway Runnery                                                      | 11. Dez. 1965    | Road Runner & Wile E. Coyote | Rudy Larriva                        | nur im Fernsehen erschienen                                       |
| 185 | Box Office Bunny                                   | Box-Office Bunny                                                     | 11. Feb. 1991    | Bugs Bunny, Daffy Duck, Elmer Fudd, Kurzauftritt: Jason Voorhees | Darrell Van Citters                 | nur im Fernsehen erschienen                                       |
| 186 | Carrotblanca                                       | Carrotblanca                                                         | 25. Aug. 1995    | Bugs Bunny, Daffy Duck, Penelope Pussycat, Pepé le Pew, Sylvester & Tweety, Yosemite Sam, Kurzauftritte: Barnyard Dawg, Beaky Buzzard, Elmer Fudd, Foghorn Leghorn, Gossamer, Granny, Miss Prissy, Mugsy, Pete Puma, Sam Sheepdog, Schweinchen Dick, Spike & Chester, The Crusher | Douglas McCarthy                    | nur im Fernsehen erschienen                                       |
| 187 | (Pannen) Bunny!                                    | (Blooper) Bunny!                                                     | 13. Juni 1997    | Bugs Bunny, Daffy Duck, Elmer Fudd, Yosemite Sam | Greg Ford & Terry Lennon            | Bugs Bunny Collection nur auf DVD erschienen                      |

## DVD-Veröffentlichungen
| Nr. | Titel                                                                               | Erstveröffentlichung | Anzahl der enthaltenen Cartoons    |
| --- | ----------------------------------------------------------------------------------- | -------------------- | ---------------------------------- |
| 1   | Looney Tunes: Bugs Bunny Collection                                                 | 20. November 2003    | 15 (darunter auch (Pannen) Bunny!) |
| 2   | Looney Tunes: Daffy Duck und Schweinchen Dick Collection                            | 20. November 2003    | 14                                 |
| 3   | Looney Tunes: All Stars – Ihre ersten Cartoons Teil 1                               | 20. November 2003    | 14                                 |
| 4   | Looney Tunes: All Stars – Ihre ersten Cartoons Teil 2                               | 20. November 2003    | 14                                 |
| 5   | Looney Tunes: Bugs Bunnys Meisterwerke                                              | 10. Dezember 2004    | 15                                 |
| 6   | Looney Tunes: Best of Road Runner Teil 1                                            | 10. Dezember 2004    | 15                                 |
| 7   | Looney Tunes: Best of Tweety & Sylvester Teil 1                                     | 18. März 2005        | 15                                 |
| 8   | Looney Tunes: All Stars Collection – Ihre ersten Cartoons Teil 3                    | 18. März 2005        | 15                                 |
| 9   | Looney Tunes Collection: Best of Bugs Bunny Volume 3 (nur in Australien erschienen) | Sommer 2007          | 14                                 |
| 10  | Looney Tunes Collection: Best of Porky Volume 2 (nur in Australien erschienen)      | Sommer 2007          | 14                                 |
| 11  | Looney Tunes Collection: All-Stars Volume 4 (nur in Australien erschienen)          | Sommer 2007          | 14                                 |